# كيم فيلتون
كيم فيلتون (بالإنجليزية: Kim Felton)‏ هو لاعب غولف أسترالي، ولد في 27 مارس 1975 في برث في أستراليا.

## وصلات خارجية
- كيم فيلتون على موقع رابطة لاعبي الغولف المحترفين (الإنجليزية)
- كيم فيلتون على موقع رابطة اليابان للاعبي الغولف المحترفين (الإنجليزية)
- كيم فيلتون على موقع التصنيف العالمي الرسمي للغولف (الإنجليزية)